# ARA Zeus
El remolcador ARA Zeus es una unidad perteneciente a la Armada Argentina. Fue adquirido en 2017.

## Historia
Fue botado en 1979 en el astillero Sagami Zosen Tekko de Yokosuka, Japón y bautizado Huracán. Fue adquirido por la Armada Argentina en 2017 y renombrado ARA Zeus. Está asignado a la Capitanía de Puerto Belgrano.

## Características
Remolcador de 30 m de eslora, 8,8 m de manga y 3,2 m de calado; 2 motores diésel.